# فینال‌های ان‌بی‌ای ۱۹۹۹
فینال‌های ان‌بی‌ای ۱۹۹۹ دور قهرمانی رقابت‌های حذفی ان‌بی‌ای در فصل ۹۹–۱۹۹۸ می‌باشد. تیم‌های نیویورک نیکس به عنوان قهرمان کنفرانس شرق و سن آنتونیو اسپرز به عنوان قهرمان کنفرانس غرب در بازی‌های این مرحله که به صورت بهترین از هفت که با مزیت بازی خانگی برای اسپرز همراه بود به دیدار یکدیگر رفتند. در پایان اسپرز با حساب چهار بر یک برابر تیم نیکس به برتری دست یافت و برای نخستین بار قهرمان ان‌بی‌ای شد.
تیم دانکن نیز به عنوان باارزش‌ترین بازیکن (ام‌وی‌پی) بازی‌های پایانی انتخاب شد.

## پیش‌زمینه

### مسیر فینال
| #  | کنفرانس غرب            | کنفرانس غرب | کنفرانس غرب | کنفرانس غرب | کنفرانس غرب   |
| #  | تیم                    | برد         | باخت        | درصد برد    | بازی‌های پشت‌سر |
| -- | ---------------------- | ----------- | ----------- | ----------- | ------------- |
| ۱  | z- سن آنتونیو اسپرز    | ۳۷          | ۱۳          | ۰٫۷۴۰       | –             |
| ۲  | y- پورتلند تریل بلیزرز | ۳۵          | ۱۵          | ۰٫۷۰۰       | ۲             |
| ۳  | x- یوتا جاز            | ۳۷          | ۱۳          | ۰٫۷۴۰       | –             |
| ۴  | x- لس آنجلس لیکرز      | ۳۱          | ۱۹          | ۰٫۶۲۰       | ۶             |
| ۵  | x- هیوستون راکتس       | ۳۱          | ۱۹          | ۰٫۶۲۰       | ۶             |
| ۶  | x- ساکرامنتو کینگز     | ۲۷          | ۲۳          | ۰٫۵۴۰       | ۱۰            |
| ۷  | x- فینیکس سانز         | ۲۷          | ۲۳          | ۰٫۵۴۰       | ۱۰            |
| ۸  | x- مینه‌سوتا تیمبرولوز  | ۲۵          | ۲۵          | ۰٫۵۰۰       | ۱۲            |
|    |                        |             |             |             |               |
| ۹  | سیاتل سوپرسانیکس       | ۲۵          | ۲۵          | ۰٫۵۰۰       | ۱۲            |
| ۱۰ | گلدن استیت واریرز      | ۲۱          | ۲۹          | ۰٫۴۲۰       | ۱۶            |
| ۱۱ | دالاس ماوریکس          | ۱۹          | ۳۱          | ۰٫۳۸۰       | ۱۸            |
| ۱۲ | دنور ناگتس             | ۱۴          | ۳۶          | ۰٫۲۸۰       | ۲۳            |
| ۱۳ | لس آنجلس کلیپرز        | ۹           | ۴۱          | ۰٫۱۸۰       | ۲۸            |
| ۱۴ | ونکوور گریزلیز         | ۸           | ۴۲          | ۰٫۱۶۰       | ۲۹            |

| #  | کنفرانس شرق              | کنفرانس شرق | کنفرانس شرق | کنفرانس شرق | کنفرانس شرق   |
| #  | تیم                      | برد         | باخت        | درصد برد    | بازی‌های پشت‌سر |
| -- | ------------------------ | ----------- | ----------- | ----------- | ------------- |
| ۱  | c- میامی هیت             | ۳۳          | ۱۷          | ۰٫۶۶۰       | –             |
| ۲  | y- ایندیانا پیسرز        | ۳۳          | ۱۷          | ۰٫۶۶۰       | –             |
| ۳  | x- اورلندو مجیک          | ۳۳          | ۱۷          | ۰٫۶۶۰       | –             |
| ۴  | x- آتلانتا هاوکس         | ۳۱          | ۱۹          | ۰٫۶۲۰       | ۲             |
| ۵  | x- دیترویت پیستونز       | ۲۹          | ۲۱          | ۰٫۵۸۰       | ۴             |
| ۶  | x- فیلادلفیا سونتی‌سیکسرز | ۲۸          | ۲۲          | ۰٫۵۶۰       | ۵             |
| ۷  | x- میلواکی باکس          | ۲۸          | ۲۲          | ۰٫۵۶۰       | ۵             |
| ۸  | x- نیویورک نیکس          | ۲۷          | ۲۳          | ۰٫۵۴۰       | ۶             |
|    |                          |             |             |             |               |
| ۹  | شارلوت هورنتس            | ۲۶          | ۲۴          | ۰٫۵۲۰       | ۷             |
| ۱۰ | تورنتو رپترز             | ۲۳          | ۲۷          | ۰٫۴۶۰       | ۱۰            |
| ۱۱ | کلیولند کاوالیرز         | ۲۲          | ۲۸          | ۰٫۴۴۰       | ۱۱            |
| ۱۲ | بوستون سلتیکس            | ۱۹          | ۳۱          | ۰٫۳۸۰       | ۱۴            |
| ۱۳ | واشینگتن ویزاردز         | ۱۸          | ۳۲          | ۰٫۳۶۰       | ۱۵            |
| ۱۴ | نیوجرسی نتس              | ۱۶          | ۳۴          | ۰٫۳۲۰       | ۱۷            |
| ۱۵ | شیکاگو بولز              | ۱۳          | ۳۷          | ۰٫۲۶۰       | ۲۰            |

### سری‌های فصل عادی
نیکس و اسپرز هیچ دیداری در سری فصل عادی با هم نداشتند.

## خلاصه سری
| بازی   | تاریخ             | تیم مهمان        | نتیجه       | تیم میزبان       |
| ------ | ----------------- | ---------------- | ----------- | ---------------- |
| بازی ۱ | چهارشنبه، ۱۶ ژوئن | نیویورک نیکس     | ۷۷–۸۹ (۰–۱) | سن آنتونیو اسپرز |
| بازی ۲ | جمعه، ۱۸ ژوئن     | نیویورک نیکس     | ۶۷–۸۰ (۰–۲) | سن آنتونیو اسپرز |
| بازی ۳ | دوشنبه، ۲۱ ژوئن   | سن آنتونیو اسپرز | ۸۱–۸۹ (۲–۱) | نیویورک نیکس     |
| بازی ۴ | چهارشنبه، ۲۳ ژوئن | سن آنتونیو اسپرز | ۹۶–۸۹ (۳–۱) | نیویورک نیکس     |
| بازی ۵ | جمعه، ۲۵ ژوئن     | سن آنتونیو اسپرز | ۷۸–۷۷ (۴–۱) | نیویورک نیکس     |

| ۱۶ ژوئن |

| Boxscores |

| نیویورک نیکس ۷۷, سن آنتونیو اسپرز ۸۹                                                  |  |                                                              |
| امتیاز بر پایه وقت: ۲۷–۲۱, ۱۰–۲۴, ۲۶–۲۶, ۱۴–۱۸                                        |  |                                                              |
| امتیاز: لترال اسپروول، آلن هوستون ۱۹ ریباند: لترال اسپروول ۷ پاس : آلن هوستون، Ward ۳ |  | امتیاز: تیم دانکن ۳۳ ریباند: تیم دانکن ۱۳ پاس: Avery Johnson |
| سن آنتونیو پیشتاز سری، ۱–۰                                                            |  |                                                              |

| ۱۸ ژوئن |

| Boxscores |

| نیویورک نیکس ۶۷, سن آنتونیو اسپرز ۸۰                                  |  |                                                                |
| امتیاز بر پایه وقت: ۱۵–۲۰, ۱۹–۱۹, ۱۵–۱۷, ۱۸–۲۴                        |  |                                                                |
| امتیاز: لترال اسپروول ۲۶ ریباند: لترال اسپروول ۷ پاس : Charlie Ward ۳ |  | امتیاز: تیم دانکن ۲۵ ریباند: تیم دانکن ۱۵ پاس: Avery Johnson ۵ |
| سن آنتونیو پیشتاز سری، ۲–۰                                            |  |                                                                |

| ۲۱ ژوئن |

| Boxscores |

| سن آنتونیو اسپرز ۸۱, نیویورک نیکس ۸۹                                 |  |                                                                             |
| امتیاز بر پایه وقت: ۲۱–۳۲, ۲۵–۱۷, ۱۶–۱۶, ۱۹–۲۴                       |  |                                                                             |
| امتیاز: دیوید رابینسون ۲۵ ریباند: تیم دانکن ۱۲ پاس : Avery Johnson ۴ |  | امتیاز: آلن هوستون ۳۴ ریباند: آلن هوستون، لری جانسون ۵ پاس: لترال اسپروول ۵ |
| سن آنتونیو پیشتاز سری، ۲–۱                                           |  |                                                                             |

| ۲۳ ژوئن |

| Boxscores |

| سن آنتونیو اسپرز ۹۶, نیویورک نیکس ۸۹                             |  |                                                                      |
| امتیاز بر پایه وقت: ۲۷–۲۹, ۲۳–۱۷, ۲۲–۱۷, ۲۴–۲۶                   |  |                                                                      |
| امتیاز: تیم دانکن ۲۸ ریباند: تیم دانکن ۱۸ پاس : Avery Johnson ۱۰ |  | امتیاز: لترال اسپروول ۲۶ ریباند: Marcus Camby ۱۳ پاس: Charlie Ward ۸ |
| سن آنتونیو پیشتاز سری، ۳–۱                                       |  |                                                                      |

| ۲۵ ژوئن |

| Boxscores |

| سن آنتونیو اسپرز ۷۸, نیویورک نیکس ۷۷                                 |  |                                                                     |
| امتیاز بر پایه وقت: ۲۰–۲۳, ۲۰–۱۵, ۱۹–۲۰, ۱۹–۱۹                       |  |                                                                     |
| امتیاز: تیم دانکن ۳۱ ریباند: دیوید رابینسون ۱۲ پاس : Avery Johnson ۹ |  | امتیاز: لترال اسپروول ۳۵ ریباند: لترال اسپروول ۱۰ پاس: آلن هوستون ۵ |
| سن آنتونیو برندهٔ سری، ۴–۱                                            |  |                                                                     |

## آمارهای بازیکنان
سن آنتونیو اسپرز
| بازیکن          | GP | GS | MPG  | FG%   | 3FG%  | FT%   | RPG  | APG | SPG | BPG | PPG  |
| --------------- | -- | -- | ---- | ----- | ----- | ----- | ---- | --- | --- | --- | ---- |
| Antonio Daniels | ۴  | ۰  | ۶٫۰  | ۰٫۸۰۰ | ۱٫۰۰۰ | ۰٫۰۰۰ | ۰٫۵  | ۱٫۰ | ۰٫۳ | ۰٫۰ | ۲٫۵  |
| Tim Duncan      | ۵  | ۵  | ۴۵٫۸ | ۰٫۵۳۷ | ۰٫۰۰۰ | ۰٫۷۹۵ | ۱۴٫۰ | ۲٫۴ | ۱٫۰ | ۲٫۲ | ۲۷٫۴ |
| Mario Elie      | ۵  | ۵  | ۳۵٫۰ | ۰٫۴۴۷ | ۰٫۳۰۸ | ۰٫۸۷۰ | ۴٫۰  | ۲٫۶ | ۱٫۲ | ۰٫۰ | ۱۱٫۶ |
| Sean Elliott    | ۵  | ۵  | ۳۶٫۲ | ۰٫۳۳۳ | ۰٫۲۷۸ | ۰٫۶۳۶ | ۳٫۰  | ۳٫۰ | ۰٫۸ | ۰٫۲ | ۸٫۰  |
| Jaren Jackson   | ۵  | ۰  | ۱۹٫۲ | ۰٫۳۲۴ | ۰٫۳۷۵ | ۰٫۰۰۰ | ۱٫۴  | ۱٫۰ | ۱٫۰ | ۰٫۰ | ۶٫۶  |
| Avery Johnson   | ۵  | ۵  | ۳۹٫۲ | ۰٫۵۰۰ | ۰٫۰۰۰ | ۰٫۶۰۰ | ۲٫۶  | ۷٫۲ | ۰٫۶ | ۰٫۰ | ۹٫۲  |
| Steve Kerr      | ۵  | ۰  | ۸٫۸  | ۰٫۴۰۰ | ۰٫۵۰۰ | ۰٫۰۰۰ | ۱٫۰  | ۰٫۴ | ۰٫۰ | ۰٫۰ | ۱٫۸  |
| Jerome Kersey   | ۲  | ۰  | ۲٫۰  | ۱٫۰۰۰ | ۰٫۰۰۰ | ۰٫۰۰۰ | ۰٫۰  | ۰٫۰ | ۰٫۰ | ۰٫۰ | ۱٫۰  |
| Gerard King     | ۲  | ۰  | ۱٫۰  | ۰٫۰۰۰ | ۰٫۰۰۰ | ۰٫۰۰۰ | ۰٫۰  | ۰٫۰ | ۰٫۰ | ۰٫۰ | ۰٫۰  |
| David Robinson  | ۵  | ۵  | ۳۷٫۰ | ۰٫۴۲۴ | ۰٫۰۰۰ | ۰٫۶۸۸ | ۱۱٫۸ | ۲٫۴ | ۱٫۰ | ۳٫۰ | ۱۶٫۶ |
| Malik Rose      | ۵  | ۰  | ۱۲٫۸ | ۰٫۲۰۰ | ۰٫۰۰۰ | ۰٫۵۰۰ | ۲٫۴  | ۰٫۴ | ۰٫۶ | ۰٫۴ | ۱٫۲  |

نیویورک نیکس
| بازیکن           | GP | GS | MPG  | FG%   | 3FG%  | FT%   | RPG | APG | SPG | BPG | PPG  |
| ---------------- | -- | -- | ---- | ----- | ----- | ----- | --- | --- | --- | --- | ---- |
| Rick Brunson     | ۱  | ۰  | ۱٫۰  | ۰٫۰۰۱ | ۰٫۰۰۰ | ۰٫۰۰۰ | ۰٫۰ | ۰٫۰ | ۰٫۰ | ۰٫۰ | ۰٫۰  |
| Marcus Camby     | ۵  | ۳  | ۲۷٫۰ | ۰٫۵۰۰ | ۰٫۰۰۰ | ۰٫۷۵۰ | ۷٫۸ | ۰٫۲ | ۰٫۶ | ۲٫۰ | ۹٫۶  |
| Chris Childs     | ۵  | ۰  | ۲۱٫۰ | ۰٫۲۲۷ | ۰٫۲۰۰ | ۰٫۵۰۰ | ۱٫۲ | ۲٫۲ | ۰٫۴ | ۰٫۰ | ۲٫۴  |
| Chris Dudley     | ۵  | ۲  | ۱۵٫۶ | ۰٫۲۵۰ | ۰٫۰۰۰ | ۰٫۳۳۳ | ۳٫۸ | ۰٫۲ | ۰٫۲ | ۰٫۶ | ۱٫۲  |
| Allan Houston    | ۵  | ۵  | ۴۴٫۴ | ۰٫۴۲۷ | ۰٫۱۶۷ | ۰٫۹۲۳ | ۳٫۲ | ۳٫۴ | ۰٫۴ | ۰٫۰ | ۲۱٫۶ |
| Larry Johnson    | ۵  | ۵  | ۳۷٫۰ | ۰٫۲۸۶ | ۰٫۱۱۱ | ۰٫۶۱۵ | ۴٫۸ | ۱٫۴ | ۱٫۲ | ۰٫۲ | ۷٫۶  |
| Latrell Sprewell | ۵  | ۵  | ۴۴٫۲ | ۰٫۴۱۰ | ۰٫۲۸۶ | ۰٫۸۴۲ | ۶٫۶ | ۲٫۶ | ۱٫۴ | ۰٫۲ | ۲۶٫۰ |
| Kurt Thomas      | ۵  | ۰  | ۲۱٫۰ | ۰٫۳۴۴ | ۰٫۰۰۰ | ۰٫۶۰۰ | ۷٫۶ | ۰٫۴ | ۱٫۲ | ۰٫۰ | ۵٫۶  |
| Charlie Ward     | ۵  | ۵  | ۲۹٫۰ | ۰٫۴۶۲ | ۰٫۳۳۳ | ۰٫۵۰۰ | ۳٫۲ | ۳٫۶ | ۲٫۶ | ۰٫۴ | ۵٫۸  |
| Herb Williams    | ۲  | ۰  | ۱٫۵  | ۰٫۰۰۰ | ۰٫۰۰۰ | ۰٫۰۰۰ | ۰٫۰ | ۰٫۰ | ۰٫۰ | ۰٫۰ | ۰٫۰  |